# Martins Dukurs
Martins Dukurs (Riga, 31 maart 1984) is een Letse voormalig skeletonracer. Zijn broer Tomass was eveneens actief in de skeletonsport.
Hij vertegenwoordigde zijn vaderland op de Olympische Winterspelen van 2006 in Turijn, 2010 in Vancouver, 2014 in Sotsji en 2018 in Pyeongchang. OIn 2010 en 2014 won hij beide keren zilver, bij zijn eerste deelname werd hij zevende, in 2018 vierde in 2022 werd hij opnieuw zevende.

## Carrière
Bij zijn wereldbekerdebuut in Winterberg op 26 november 2004 eindigde Dukurs op de zevenendertigste plaats. In januari 2005 finishte hij in Cesana Pariol voor het eerst in de top tien en op 16 februari 2007 stond de Let in Winterberg voor het eerst op het podium van een wereldbekerwedstrijd. Op 8 februari 2008 boekte hij in Winterberg zijn eerste wereldbekerzege, tot en met het seizoen 2020/21 voegde hij er nog 57 aan toe. In de zeventien seizoenen dat Dukurs aan deze competitie deelnaam veroverde hij tien keer de eindzege in het klassement (2010-2017 + 2020-2021). Tevens werd hij elf keer Europees kampioen, tien keer door een wereldbekerzege en in 2016 (gedeeld met zijn broer Tomass) door als tweede te eindigen achter de Zuid-Koreaan Yun Sung-bin in de wereldbekerwedstrijd in Sankt-Moritz. In 2021 werd hij tweede in dit kampioenschap.
Dukurs nam in zijn carrière elf keer deel aan de wereldkampioenschappen skeleton. Op de WK‘s van 2011, 2012, 2015, 2016, 2017 en 2019 werd hij wereldkampioen, op het WK van 2013 behaalde hij de zilveren medaille.
In augustus 2022 na de Olympische Spelen kondigde hij aan dat hij zou stoppen als skeletonracer.

## Resultaten

### Olympische Spelen
| Jaar | Plaats      | Resultaat |
| ---- | ----------- | --------- |
| 2006 | Turijn      | 7e        |
| 2010 | Vancouver   | Zilver    |
| 2014 | Sotsji      | Zilver    |
| 2018 | Pyeongchang | 4e        |
| 2022 | Peking      | 7e        |

### Wereldkampioenschappen
| Jaar | Plaats       | Resultaat       |
| ---- | ------------ | --------------- |
| 2007 | Sankt Moritz | 6e individueel  |
| 2008 | Altenberg    | 5e individueel  |
| 2009 | Lake Placid  | 11e individueel |
| 2011 | Königssee    | individueel     |
| 2012 | Lake Placid  | individueel     |
| 2013 | Sankt Moritz | individueel     |
| 2015 | Winterberg   | individueel     |
| 2016 | Igls         | individueel     |
| 2017 | Königssee    | individueel     |
| 2019 | Whistler     | individueel     |
| 2020 | Altenberg    | 4e individueel  |
| 2021 | Altenberg    | 16e Individueel |

### Wereldbeker
| Seizoen   | Rang  |
| --------- | ----- |
| 2004/2005 | 19e   |
| 2005/2006 | 20e   |
| 2006/2007 | 12e   |
| 2007/2008 | 5e    |
| 2008/2009 | 6e    |
| 2009/2010 | Goud  |
| 2010/2011 | Goud  |
| 2011/2012 | Goud  |
| 2012/2013 | Goud  |
| 2013/2014 | Goud  |
| 2014/2015 | Goud  |
| 2015/2016 | Goud  |
| 2016/2017 | Goud  |
| 2017/2018 | 4e    |
| 2018/2019 | Brons |
| 2019/2020 | Goud  |
| 2020/2021 | Goud  |
| 2021/2022 | Goud  |

| Datum            | Plaats        |
| ---------------- | ------------- |
| 8 februari 2008  | Winterberg    |
| 12 november 2009 | Park City     |
| 11 december 2009 | Winterberg    |
| 8 januari 2010   | Königssee     |
| 23 januari 2010  | Igls *        |
| 2 december 2010  | Calgary       |
| 15 januari 2011  | Igls          |
| 23 januari 2011  | Winterberg *  |
| 28 januari 2011  | Sankt Moritz  |
| 4 februari 2011  | Cesana Pariol |
| 3 december 2011  | Igls          |
| 9 december 2011  | La Plagne     |
| 17 december 2011 | Winterberg    |
| 8 januari 2012   | Altenberg *   |
| 21 januari 2012  | Sankt Moritz  |
| 3 februari 2012  | Whistler      |
| 9 februari 2012  | Calgary       |
| 9 november 2012  | Lake Placid   |
| 17 november 2012 | Park City     |
| 8 december 2012  | Winterberg    |
| 15 december 2012 | La Plagne     |
| 5 januari 2013   | Altenberg     |
| 12 januari 2013  | Königssee     |
| 19 januari 2013  | Igls *        |
| 16 februari 2013 | Sotsji        |

| Datum            | Plaats       |
| ---------------- | ------------ |
| 29 november 2013 | Calgary      |
| 3 januari 2014   | Winterberg   |
| 10 januari 2014  | Sankt Moritz |
| 12 januari 2014  | Sankt Moritz |
| 18 januari 2014  | Igls         |
| 25 januari 2014  | Königssee *  |
| 12 december 2014 | Lake Placid  |
| 19 december 2014 | Calgary      |
| 10 januari 2015  | Altenberg    |
| 23 januari 2015  | Sankt Moritz |
| 30 januari 2015  | La Plagne *  |
| 7 februari 2015  | Igls         |
| 28 november 2015 | Altenberg    |
| 4 december 2015  | Winterberg   |
| 12 december 2015 | Königssee    |
| 9 januari 2016   | Lake Placid  |
| 16 januari 2016  | Park City    |
| 23 januari 2016  | Whistler     |
| 27 februari 2016 | Königssee    |
| 15 januari 2017  | Winterberg * |
| 20 januari 2017  | Sankt Moritz |
| 3 februari 2017  | Igls         |
| 17 maart 2017    | Pyeongchang  |
| 10 november 2017 | Lake Placid  |
| 15 december 2017 | Igls *       |

| Datum            | Plaats       |
| ---------------- | ------------ |
| 18 januari 2019  | Innsbruck *  |
| 17 januari 2020  | Innsbruck    |
| 31 januari 2020  | Sankt Moritz |
| 15 februari 2020 | Sigulda *    |
| 20 november 2020 | Sigulda      |
| 27 november 2020 | Sigulda      |
| 11 december 2020 | Innsbruck    |
| 18 december 2020 | Innsbruck    |
| 17 december 2021 | Altenberg    |
| 7 januari 2022   | Winterberg   |
| 14 januari 2022  | Sankt Moritz |

- Nationale Bibliotheek van Letland: 000211579
- Virtual International Authority File: 316391183